# Římskokatolická církev v Japonsku
Katolická církev v Japonsku je součástí všeobecné církve na území Japonska, pod vedením papeže a místních biskupů sdružených do Japonské konference katolických biskupů. Papež je v Japonsku zastupován apoštolským nunciem. V Japonsku žije asi 509,000 pokřtěných katolíků, asi 0,5 % populace.

## Administrativní členění katolické církve v Japonsku

Katolické diecéze v Japonsku

Katolická církev v Japonsku má 16 diecézí, které jsou seskupeny do 3 církevních provincií. K nim se řadí pravomoc jednoho personálního ordinariátu.

### Církevní provincie a diecéze
- Arcidiecéze Nagasaki
  - Diecéze Fukuoka
  - Diecéze Kagošima
  - Diecéze Naha
  - Diecéze Oita
- Arcidiecéze Ósaka-Takamacu
  - Diecéze Hirošima
  - Diecéze Kjóto
  - Diecéze Nagoja
- Arcidiecéze Tokio
  - Diecéze Niigata
  - Diecéze Saitama
  - Diecéze Sapporo
  - Diecéze Sendai
  - Diecéze Jokohama

- Osobní ordinariát Naší Paní Jižního kříže pro bývalé anglikány sídlící v Austrálii má v Japonsku dvě farnosti.